# 1603 год
1603 (ты́сяча шестьсо́т тре́тий) год  по григорианскому календарю — невисокосный год, начинающийся в среду. Это 1603 год нашей эры, 3‑й год 1‑го десятилетия XVII века 2‑го тысячелетия, 4‑й год 1600‑х годов. Он закончился 422 года назад.
| Пн | Вт | Ср | Чт | Пт | Сб | Вс |
|    |    | 1  | 2  | 3  | 4  | 5  |
| 6  | 7  | 8  | 9  | 10 | 11 | 12 |
| 13 | 14 | 15 | 16 | 17 | 18 | 19 |
| 20 | 21 | 22 | 23 | 24 | 25 | 26 |
| 27 | 28 | 29 | 30 | 31 |    |    |

| Пн | Вт | Ср | Чт | Пт | Сб | Вс |
|    |    |    |    |    | 1  | 2  |
| 3  | 4  | 5  | 6  | 7  | 8  | 9  |
| 10 | 11 | 12 | 13 | 14 | 15 | 16 |
| 17 | 18 | 19 | 20 | 21 | 22 | 23 |
| 24 | 25 | 26 | 27 | 28 |    |    |

| Пн | Вт | Ср | Чт | Пт | Сб | Вс |
|    |    |    |    |    | 1  | 2  |
| 3  | 4  | 5  | 6  | 7  | 8  | 9  |
| 10 | 11 | 12 | 13 | 14 | 15 | 16 |
| 17 | 18 | 19 | 20 | 21 | 22 | 23 |
| 24 | 25 | 26 | 27 | 28 | 29 | 30 |
| 31 |    |    |    |    |    |    |

| Пн | Вт | Ср | Чт | Пт | Сб | Вс |
|    | 1  | 2  | 3  | 4  | 5  | 6  |
| 7  | 8  | 9  | 10 | 11 | 12 | 13 |
| 14 | 15 | 16 | 17 | 18 | 19 | 20 |
| 21 | 22 | 23 | 24 | 25 | 26 | 27 |
| 28 | 29 | 30 |    |    |    |    |

| Пн | Вт | Ср | Чт | Пт | Сб | Вс |
|    |    |    | 1  | 2  | 3  | 4  |
| 5  | 6  | 7  | 8  | 9  | 10 | 11 |
| 12 | 13 | 14 | 15 | 16 | 17 | 18 |
| 19 | 20 | 21 | 22 | 23 | 24 | 25 |
| 26 | 27 | 28 | 29 | 30 | 31 |    |

| Пн | Вт | Ср | Чт | Пт | Сб | Вс |
|    |    |    |    |    |    | 1  |
| 2  | 3  | 4  | 5  | 6  | 7  | 8  |
| 9  | 10 | 11 | 12 | 13 | 14 | 15 |
| 16 | 17 | 18 | 19 | 20 | 21 | 22 |
| 23 | 24 | 25 | 26 | 27 | 28 | 29 |
| 30 |    |    |    |    |    |    |

| Пн | Вт | Ср | Чт | Пт | Сб | Вс |
|    | 1  | 2  | 3  | 4  | 5  | 6  |
| 7  | 8  | 9  | 10 | 11 | 12 | 13 |
| 14 | 15 | 16 | 17 | 18 | 19 | 20 |
| 21 | 22 | 23 | 24 | 25 | 26 | 27 |
| 28 | 29 | 30 | 31 |    |    |    |

| Пн | Вт | Ср | Чт | Пт | Сб | Вс |
|    |    |    |    | 1  | 2  | 3  |
| 4  | 5  | 6  | 7  | 8  | 9  | 10 |
| 11 | 12 | 13 | 14 | 15 | 16 | 17 |
| 18 | 19 | 20 | 21 | 22 | 23 | 24 |
| 25 | 26 | 27 | 28 | 29 | 30 | 31 |

| Пн | Вт | Ср | Чт | Пт | Сб | Вс |
| 1  | 2  | 3  | 4  | 5  | 6  | 7  |
| 8  | 9  | 10 | 11 | 12 | 13 | 14 |
| 15 | 16 | 17 | 18 | 19 | 20 | 21 |
| 22 | 23 | 24 | 25 | 26 | 27 | 28 |
| 29 | 30 |    |    |    |    |    |

| Пн | Вт | Ср | Чт | Пт | Сб | Вс |
|    |    | 1  | 2  | 3  | 4  | 5  |
| 6  | 7  | 8  | 9  | 10 | 11 | 12 |
| 13 | 14 | 15 | 16 | 17 | 18 | 19 |
| 20 | 21 | 22 | 23 | 24 | 25 | 26 |
| 27 | 28 | 29 | 30 | 31 |    |    |

| Пн | Вт | Ср | Чт | Пт | Сб | Вс |
|    |    |    |    |    | 1  | 2  |
| 3  | 4  | 5  | 6  | 7  | 8  | 9  |
| 10 | 11 | 12 | 13 | 14 | 15 | 16 |
| 17 | 18 | 19 | 20 | 21 | 22 | 23 |
| 24 | 25 | 26 | 27 | 28 | 29 | 30 |

| Пн | Вт | Ср | Чт | Пт | Сб | Вс |
| 1  | 2  | 3  | 4  | 5  | 6  | 7  |
| 8  | 9  | 10 | 11 | 12 | 13 | 14 |
| 15 | 16 | 17 | 18 | 19 | 20 | 21 |
| 22 | 23 | 24 | 25 | 26 | 27 | 28 |
| 29 | 30 | 31 |    |    |    |    |

## События
- 1507—1622 — Португало-персидская война. Ряд вооружённых конфликтов между колониалистской Португалией и вассальным Ормузом, с одной стороны, и Сефевидской империей, поддерживаемой англичанами, с другой[1].
- 1511—1641 — Малайско-португальская война. Вооружённый конфликт XVI-XVII веков, в котором Малаккский султанат при поддержке империи Мин, Голландской Ост-Индской компании (с 1607) и Джохора безуспешно сопротивлялся Португальской империи, стремившейся захватить Малакку и установить контроль над торговлей между Индией и Китаем[2].
- 1566—1609 — первый этап Нидерландской буржуазной революции (Восьмидесятилетняя война). Религиозно-идеологическая, политическая и социально-экономическая борьба Семнадцати провинций за независимость от испанского владычества[3].
  - 1601—1604 — осада Остенде[4].
  - 26 мая — сражение при Слёйсе[5].
- 1585—1604 — Англо-испанская война[6].
  - 1593—1603 — Девятилетняя война. Вооружённый конфликт между вождями ирландских кланов и английскими оккупационными войсками в Ирландии[7].
  - 17 февраля — морская битва при Пуэрто-Кабальос[8].
- 1593—1604 — Долгая война (Тринадцатилетняя война)[9].
  - 17 июля — первая битва при Брашове[10].
  - Осень — осада Буды (см. 1602 год)[9].
- 1595—1603 — закончилось Восстание Кара-Языджи и Дели-Хасана. Крестьянское антифеодальное восстание в Османской империи[11].
- 1600—1611 — Польско-шведская война[12].
  - 5 марта — битва под Везенбергом[13].
- 1601—1604 — Осада испанцами Остенде (Фландрия).
- 1601—1661 — Голландско-португальская война. Вооружённый конфликт, в котором голландские Ост-Индская и Вест-Индская компании воевали по всему миру против Португальской империи[14].
- 1602—1603 — закончились выступления крестьян и казаков в окрестностях Гомеля, Речицы, Быхова, Орши, Мстиславля.
- 1603—1605 — начался мятеж Лже-Абд ал-Гаффара. Восстание каракалпаков во главе с провозглашенным ими правителем Лже-Абд ал-Гаффар-султаном против Казахского ханства[15].

- 1603—1618 — началась Турецко-персидская война. Удачна для Ирана[16].
  - Осада Тебриза[17].
  - 1603—1604 — Аббас I Великий разорил Джугу, армянский центр торговли шелком, и насильственно депортировал армянское население из Восточной Армении территорию центральной и северной частей Сефевидской Персии[18].
- Жестокое подавление восстания в Ирландии.
- Вспышка бубонной чумы в Англии. От болезни скончалось 30 тысяч жителей Лондона[19].
- В усадьбе польского князя Адама Вишневецкого объявился молодой человек и назвал себя царевичем Дмитрием.
  - Лжедмитрий «открыл» своё «царское происхождение» Адаму Вишневецкому. Осень — Вишневецкий уведомил об этом Сигизмунда III.
- Султан договорился с мятежными феодалами Анатолии и жестоко подавил восстания крестьян.
- Восстание жителей Клиса (Далмация).
- Захвативший верховную военную власть в Японии Иэясу Токугава получил титул сёгуна. Столица перенесена в Эдо, который нам известен как Токио.
- Восстание Рокуго в Японии. Самураи, состоявшие на службе у Онодэры Ёсимити до его поражения и изгнания сторонниками клана Токугава, отказались подчиниться новому правителю, Сатакэ Ёсинобу, но были разбиты[20].
- Основание первой голландской фактории на острове Ява.
- На берегу Каттегатского пролива основан город Гётеборг.

## Русское государство
Царствование: 1598—1605 — Борис Фёдорович Годунов
- 1598—1613 — Смутное время[21].
- 1601—1603 — Великий голод и эпидемии моровой язвы в Русском царстве[22].
- Июль 1603—март 1604 — в связи с внезапной смертью жениха царевны Ксении Борисовны датского принца Ганса в октябре 1602 года, в Данию послано русское посольство во главе с Власьевым Афанасием Ивановичем[23].
- Неудачная попытка Бориса Годунова устроить династический брак Ксении Борисовны с Филиппом, двоюродным братом Кристиана IV и сыном герцога Шлезвиг-Гольштейн-Зондербургского Ханса (Иоганна)[24].
- 13 января — 29 августа — Великое Ганзейское посольство в Россию.
- Борис Годунов получил от персидского шаха Аббаса "златый трон древних царей персидских"[25].
- Впервые получены сведения об иноке, именующим себя царевичем Дмитрием (Лжедмитрий I), сыном царя Ивана Грозного[25].
- Пожалование Думным дворянином: Сукин Василий Борисович[26].
- Пожалованы окольничеством: Хворостинин Иван Дмитриевич[26].
- Пожалованы боярством: Годунов Семён Никитич, Буйносов-Ростовский Пётр Иванович, Волоской Степан Александрович[26].
- Местничество: 
  - Бельский Дмитрий Григорьевич Аксак и Звенигородский Иван Григорьевич[27].
  - Желябужский Григорий Григорьевич и Софонов Игнатий Тимофеевич (оба дьяка)[27].
  - Пожарский Дмитрий Михайлович и Лыков-Оболенский Борис Михайлович[28].

- Перестраивалась крепость Туринск[29].

### Руководители приказов
| Года      | Приказ              | Ф,И,О главы                | Примечания                        |
| --------- | ------------------- | -------------------------- | --------------------------------- |
| 1596-1603 | Казанского дворца   | Власьев Афанасий Иванович  |                                   |
| 1601-1606 | Посольский приказ   | Власьев Афанасий Иванович  |                                   |
| 1603-1604 | Посольский приказ   | Грамотин Иван Тарасьевич   | На время посольства Власьева А.И. |
| 1603-1605 | Поместный приказ    | Грамотин Иван Тарасьевич   |                                   |
| 1603-1604 | Ямской приказ       | Шереметев Пётр Никитич     | Окольничий                        |
| 1598-1605 | Конюшенный приказ   | Годунов Дмитрий Иванович   | Боярин                            |
| 1598-1605 | Большого дворца     | Годунов Степан Васильевич  | Боярин                            |
| 1598-1605 | Аптекарский приказ  | Годунов Семён Никитич      | Боярин                            |
| 1603      | Владимирский судный | Годунов Никита Васильевич  | Окольничий                        |
| 1603-1604 | Московский судный   | Голицын Василий Васильевич | Боярин                            |

## Начало правления
См.также: Список глав государств в 1603 году
- На английский престол взошёл король Шотландии Яков VI, сын Марии Стюарт (под именем Якова I). Шотландия объединена с Англией династической унией.
- Март 1603—1625 — король Англии Яков I.
- 1603—1617 — правление султана Османской империи (Турции) Ахмеда I.

## Наука и искусство
- Вышло первое издание карт звёздного неба «Уранометрия» немецкого астронома Иоганна Байера.
- Для обследования Канады организована специальная экспедиция по руководством Самуэля де Шамплейна.
- Впервые был издан «Гамлет» Вильяма Шекспира.
- В Париже вышла книга с пророческими стихами португальского поэта Антониу Гонсалвиса де Бандарры.
- Родился театр Кабуки с началом выступлений танцовщицы Окуни из Идзумо (танец носил название Кабуки, откуда и произошло название театра).

## Родились

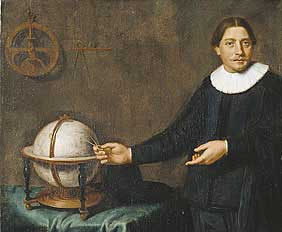
Абел Тасман

См. также: Категория:Родившиеся в 1603 году
- Джузеппе из Купертино — итальянский монах-францисканец, который почитается как мистик и святой.
- Мишель Летелье — французский государственный деятель, глава военного ведомства Франции.
- Адам Олеарий — немецкий учёный и путешественник, секретарь посольства, посланного шлезвиг-голштинским герцогом Фридрихом III к персидскому шаху, автор «Описания путешествия в Московию».
- Абел Тасман — голландский мореплаватель, исследователь и купец. Первым среди известных европейских исследователей достиг берегов Новой Зеландии, Тонга и Фиджи.
- Леннарт Торстенссон — шведский полководец, участник Тридцатилетней войны.
- Роджер Уильямс — английский протестантский богослов, один из первых сторонников свободы вероисповедания и отделения церкви от государства. В 1636 году основал колонию Провиденские плантации, обеспечив тем самым убежище для религиозных меньшинств. Изучал индейские языки и выступал за справедливые отношения с коренными американцами. Девятый по счету президент колонии Род-Айленд.

## Скончались

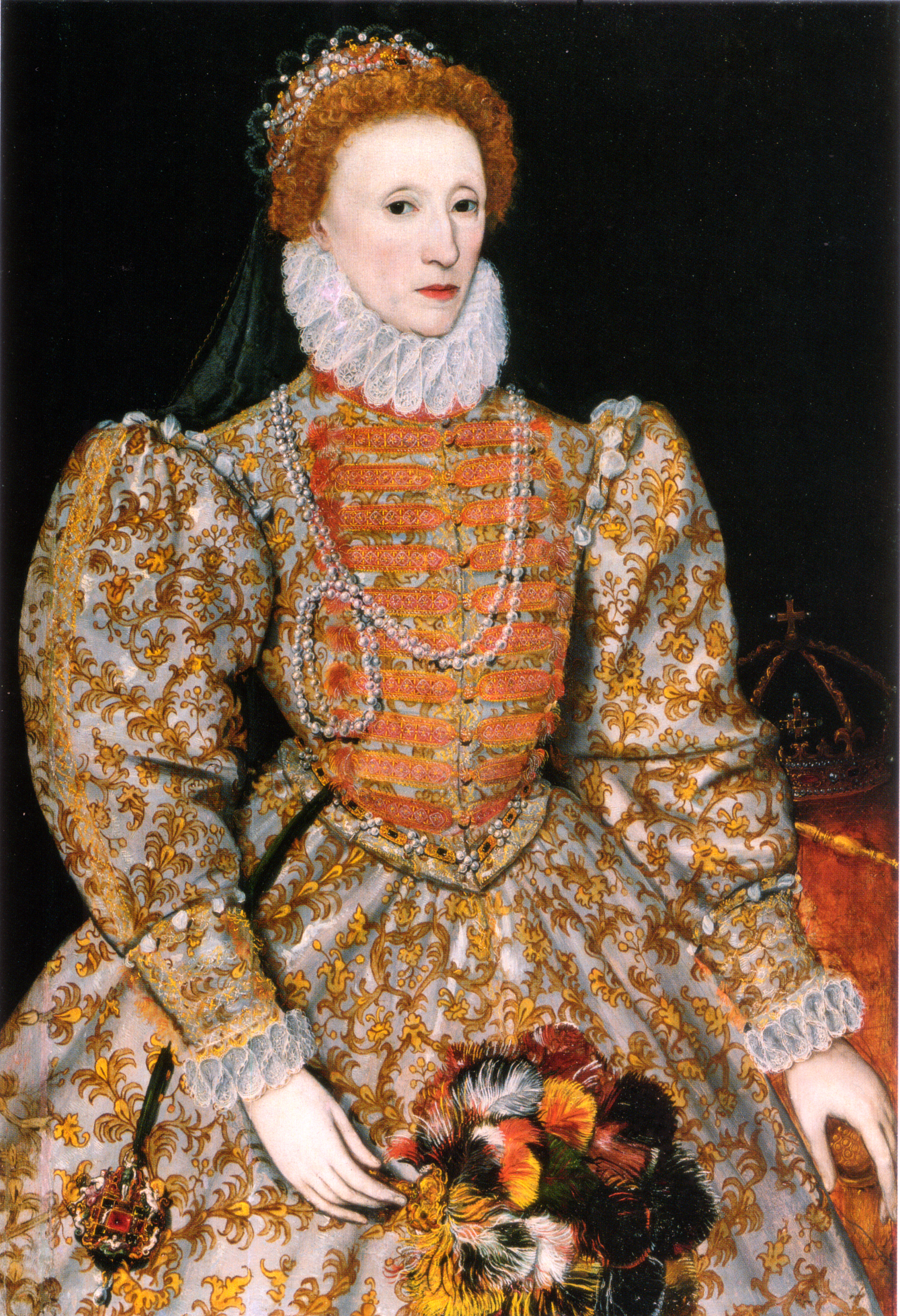
Королева Англии Елизавета I

См. также: Категория:Умершие в 1603 году
- 21 января — Эразм Гличнер — польский писатель, педагог, проповедник и богослов (род. 1528).
- 26 сентября (6 октября)  — Годунова Ирина Фёдоровна, русская царица (с 1584)[34].
- 14 февраля — Франсуа Виет (1540—1603), французский математик, основоположник символической алгебры, юрист.
- 24 марта — Елизавета I, королева Англии и королева Ирландии с 1558 по 1603 год, последняя из династии Тюдоров, унаследовала престол после смерти сестры, королевы Марии I.
- Ахмад аль-Мансур — шериф Марокко, представитель династии Саадитов, правивший в 1578—1603 годах.
- Шараф-хан Бидлиси — турецкий историк, курд по происхождению.
- Мартин де Вос — южнонидерландский (фламандский) художник и график.
- Уильям Гильберт — английский физик, придворный врач Елизаветы I и Якова I. Изучал магнитные и электрические явления, первым ввёл термин «электрический».
- Томас Картрайт — один из родоначальников пуританизма в Англии.
- Мария Испанская — испанская инфанта, жена императора Максимилиана II.
- Мехмед III — 13-й османский султан, преемник Мурада III.
- Томас Морли — английский композитор, органист и нотоиздатель.
- Христофор Перун Радзивилл — военный и государственный деятель Великого княжества Литовского. Кравчий литовский в 1567—1569, подчаший литовский в 1569—1579, гетман польный литовский в 1572—1589, каштелян трокский в 1579—1584 и одновременно подканцлер литовский в 1579—1585, воевода виленский с 1584, гетман великий литовский с 1589 года[35].
- Ульрих Мекленбургский — герцог Мекленбурга, правивший в Мекленбург-Гюстрове в 1555/56-1603 годах и старейшина совета германских имперских князей.
- Фума Котаро — пятый по счету лидер клана ниндзя Фума, участник военных событий в Японии периода Сэнгоку.
- Андреа Чезальпино — итальянский врач, естествоиспытатель и философ.
- Пьер Шаррон — французский богослов и моралист.